# Carlos José Santi Brugia
Carlos José Santi Brugia OFM (* 15. März 1921 in Torgiano; † 15. Mai 1991) war ein italienischer römisch-katholischer Ordensgeistlicher und Bischof von Matagalpa in Nicaragua.

## Leben
Carlos José Santi Brugia trat der Ordensgemeinschaft der Franziskaner bei und empfing am 16. April 1946 das Sakrament der Priesterweihe.
Am 18. Juni 1982 ernannte ihn Papst Johannes Paul II. zum Bischof von Matagalpa. Der Apostolische Nuntius in Nicaragua, Erzbischof Andrea Cordero Lanza di Montezemolo, spendete ihm am 31. Juli desselben Jahres die Bischofsweihe; Mitkonsekratoren waren der Erzbischof von Managua, Miguel Obando Bravo SDB, und der Bischof von León en Nicaragua, Julián Luis Barni Spotti OFM.